# 10585 Wabi-Sabi
10585 Wabi-Sabi eller 1996 GD21 är en asteroid i huvudbältet som upptäcktes den 13 april 1996 av Spacewatch vid Kitt Peak-observatoriet. Den är uppkallad efter Wabi-sabi.
Asteroiden har en diameter på ungefär 2 kilometer.